# Volodymyr Ivasjuk
Volodymyr Mychajlovyč Ivasjuk (in ucraino Володимир Михайлович Івасюк?; in russo Владимир Михайлович Ивасюк?, Vladimir Michajlovič Ivasjuk; Kicman', 4 marzo 1949 – Leopoli, 18 maggio 1979) è stato un cantautore, compositore e poeta sovietico di etnia ucraina.
È autore e compositore del brano Červona Ruta, reso popolare da Sofija Rotaru, nel 1971, ma successivamente cantato anche da altri cantanti.

## Biografia

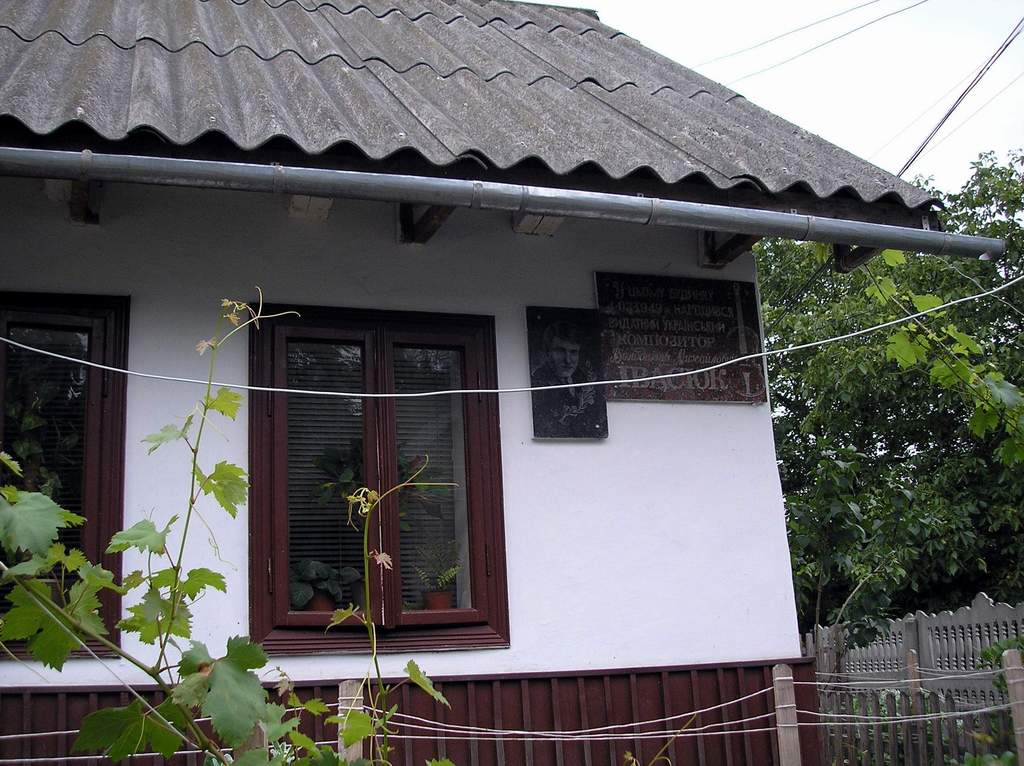
La casa natale di Volodomyr Ivasjuk a Kicman'

Ivasjuk è nato nella città di Kicman', nell'oblast' di Černivci, il 4 marzo 1949. Suo padre, Mychajlo Ivasjuk era un noto scrittore della Bucovina. Sua madre Sofija Ivasjuk, originaria dell'oblast' di Zaporižžja, faceva l'insegnante in una scuola locale. Inizialmente, all'età di cinque anni, Volodymyr ha cominciato ad imparare a suonare il violino in una scuola di musica, imparando a suonare in seguito anche il pianoforte. Nel 1964 ha creato un ensemble - "Bukovyna" - nella sua scuola e ha scritto le loro prime canzoni, la prima delle quali era la "Ninna nanna" tratta da una poesia del padre.
Dopo che Volodymyr ricevette il diploma di scuola secondaria, la sua famiglia si trasferì nella città di Černivci, dove suo a padre venne offerto un posto di insegnante presso l'Università di Černivci. Volodymyr è andato a studiare all'Istituto medico di Leopoli, mentre continuava la sua carriera musicale unendosi al "Karpaty Ensemble" in un centro della comunità locale dove suonava il violino con le sue canzoni.
Ebbe un grande successo, componendo le sue due canzoni Červona Ruta e Vodohraj che in seguito furono trasmesse in tutta l'Unione Sovietica.

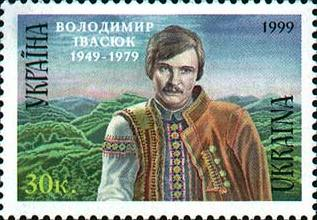
Francobollo dell'Ucraina dedicato a Volodymyr Ivasiuk

La fama di Ivasjuk divenne virale. Nel 1971 la sua canzone "Červona Ruta", eseguita dal vivo a Mosca, insieme ai colleghi Vasyl' Zinkevyč e Nazarij Jaremčuk, ed è stata giudicata la miglior canzone dell'anno dell'Unione Sovietica. La sua composizione "Vodohray" ha vinto il premio per la migliore canzone dell'anno successivo.
Nel 1977, Ivasiuk ha prodotto un album negli Stati Uniti, un traguardo raro per un artista sovietico, che ha ulteriormente solidificato il suo status di icona musicale.

## Morte
Volodymyr Ivasiuk fu visto per l'ultima volta il 24 aprile 1979, quando lasciò il suo appartamento a Lviv per recarsi a una lezione di violino. La sua scomparsa fu denunciata dalla famiglia il 27 aprile 1979, dopo che non si ebbero più sue notizie per tre giorni. Il suo corpo fu trovato il 18 maggio 1979, impiccato in una foresta di Bryukhovychi, nei pressi di Lviv. Ivasiuk aveva 30 anni al momento della sua morte. Inizialmente la causa ufficiale della morte è stata indicato come il suicidio, ma le circostanze esatte della sua morte rimangono sconosciute fino ad oggi. È sepolto al cimitero Lyčakivs'kyj.
La famiglia e gli amici di Ivasiuk espressero subito dubbi riguardo alla versione ufficiale degli eventi. Descrissero Volodymyr come una persona appassionata e dedita alla sua musica, priva di segni evidenti di depressione o altre problematiche che potessero portare al suicidio. La sua fidanzata russa, con cui aveva una relazione seria, non notò nulla di insolito nel comportamento di Ivasiuk nei giorni precedenti alla sua scomparsa. 
Secondo le dichiarazioni dei medici legali dell'epoca, Ivasiuk presentava segni di lividi e ferite che non erano compatibili con un suicidio. La posizione del corpo e le condizioni in cui fu ritrovato suggerivano che fosse già morto al momento dell'impiccagione. Questi dettagli aumentarono i sospetti di una morte violenta piuttosto che un suicidio.

La versione ufficiale delle autorità sovietiche indicò il suicidio come causa della morte, attribuendolo a motivi personali. Tuttavia, molte teorie non ufficiali emersero, suggerendo che Ivasiuk fosse stato ucciso per la sua popolarità e la sua influenza sulla cultura ucraina. 

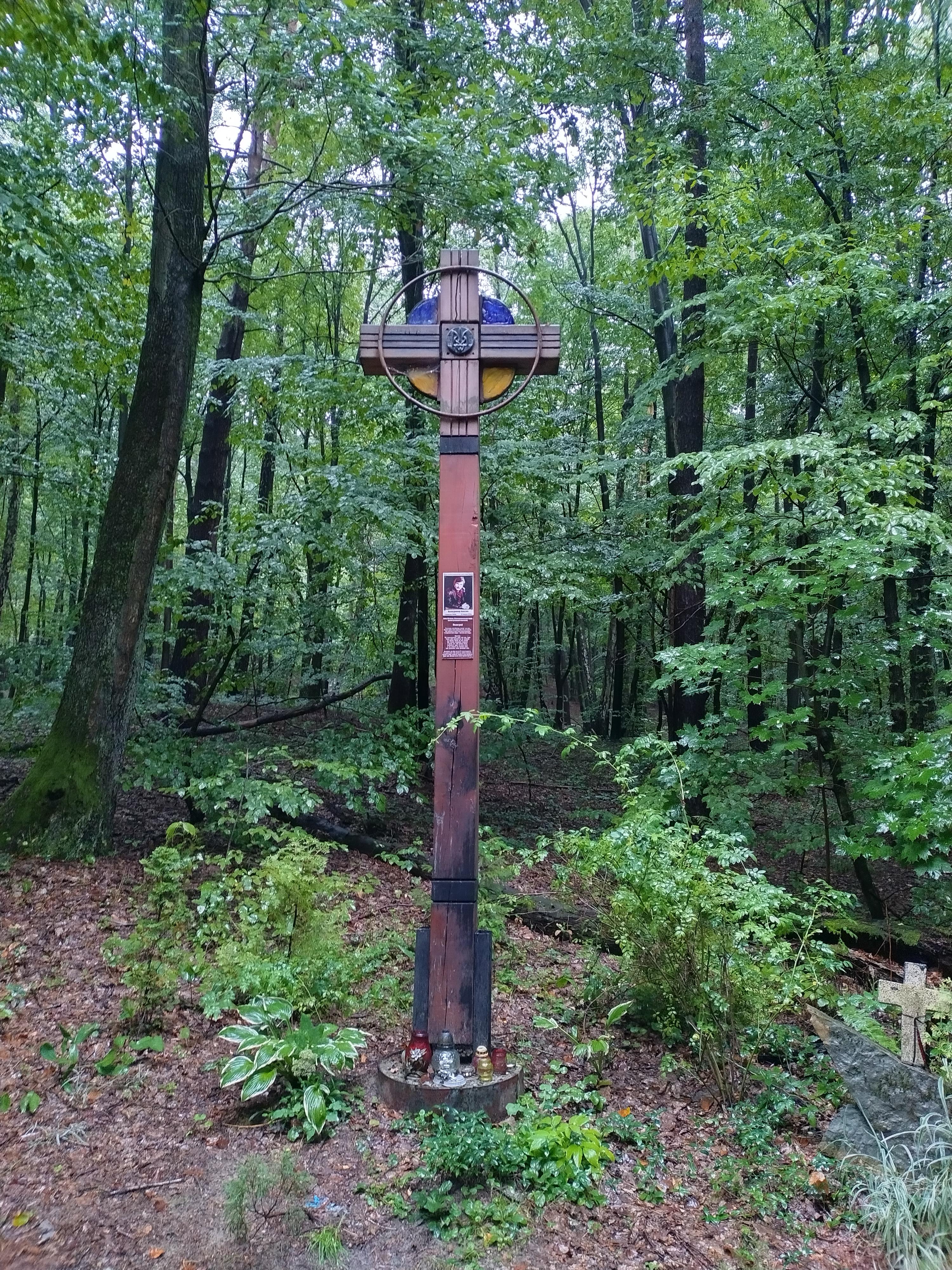
Monumento a Volodymyr Ivasiuk sul luogo della sua tragica morte nella foresta di Bryukhovytsia

Nel 2019 L'Istituto di ricerca scientifica per gli esami forensi di Kiev ha concluso che Ivasiuk non poteva fisicamente essersi impiccato da solo.
Nel 2021, l'ex vice procuratore generale Mykola Golomsha ha detto in diretta del programma televisivo Right to Power: "Abbiamo stabilito che è stato impiccato già morto". 
Nel 2022 vengono resi pubblici i documenti dell'NKVD e del Partito Comunista dell'Urss provenienti dai fondi dell'archivio regionale di Lviv. Tra questi c'è la lettera dei genitori di Ivasiuk al procuratore generale Rudenko nella quale vengono descritte le violazioni commesse dalla procura durante le indagini sulla morte di Volodymyr e vengono fornite le prove che confutano la versione ufficiale del suicidio e confermano le ipotesi dell'omicidio premeditato.
Il suo status di celebrità nell'Unione Sovietica ed i suoi contributi culturali in Ucraina hanno attirato l'attenzione delle autorità sovietiche. Le sue canzoni, per lo più d'amore verso l'Ucraina, sono stati percepiti come causa del risveglio del sentimento nazionalista. Dopo la sua morte le sue composizioni sono state addirittura rimosse dalla radio e non furono più in vendita per un lungo periodo.

## Il funerale
Il funerale, svoltosi il 22 maggio 1979, divenne una sorta di protesta contro il regime sovietico. Più di 10.000 persone si radunarono da tutta l'Ucraina per rendere omaggio al compositore. La polizia e gli agenti del KGB tentarono di ostacolare l'afflusso, fermando le persone nelle stazioni ferroviarie, alle fermate degli autobus e per le strade. La strada dalla casa di Ivasiuk al cimitero di Lychakiv fu coperta di fiori. Le autorità comuniste temevano che il funerale potesse trasformarsi in una protesta contro il regime. Dopo il funerale gli agenti  KGB sorvegliavano la tomba h24, osservavano chi veniva, bruciavano i bigliettini lasciati dalle persone. La tomba dell'artista è stata saccheggiata e bruciata più volte. 
Rostyslaw Bratun, il primo a parlare al funerale di Volodymyr, perse il lavoro due mesi dopo. Il discorso pronunciato dalla famiglia Sichko li fece finire in prigione.
Nel 2009 il presidente ucraino Viktor Juščenko ha riaperto ancora una volta il caso relativo alla sua morte.

## Riconoscimenti e premi musicali
1989 Premio di Taras Shevchenko postumo, uno dei più alti riconoscimenti per contributi eccezionali alla cultura e alle arti in Ucraina.
1972 Premio Festival della Musica Sovietica - per la canzone "Červona Ruta"
1974 Sofija Rotaru vince il Festival della Musica Popolare " Sopot -74" in Polonia con la canzone di Ivasiuk "Vodohraj".
1975 Premio "Golden Autumn", un premio assegnato a artisti eccezionali in Polonia. 
1977 Sofija Rotaru vince il Festival della Musica Popolare " Sopot -77" con la canzone "U doli svoja vesna".
1978 a Mosca vince il concorso nazionale per studenti-compositori dei conservatori 

## Galleria d'immagini

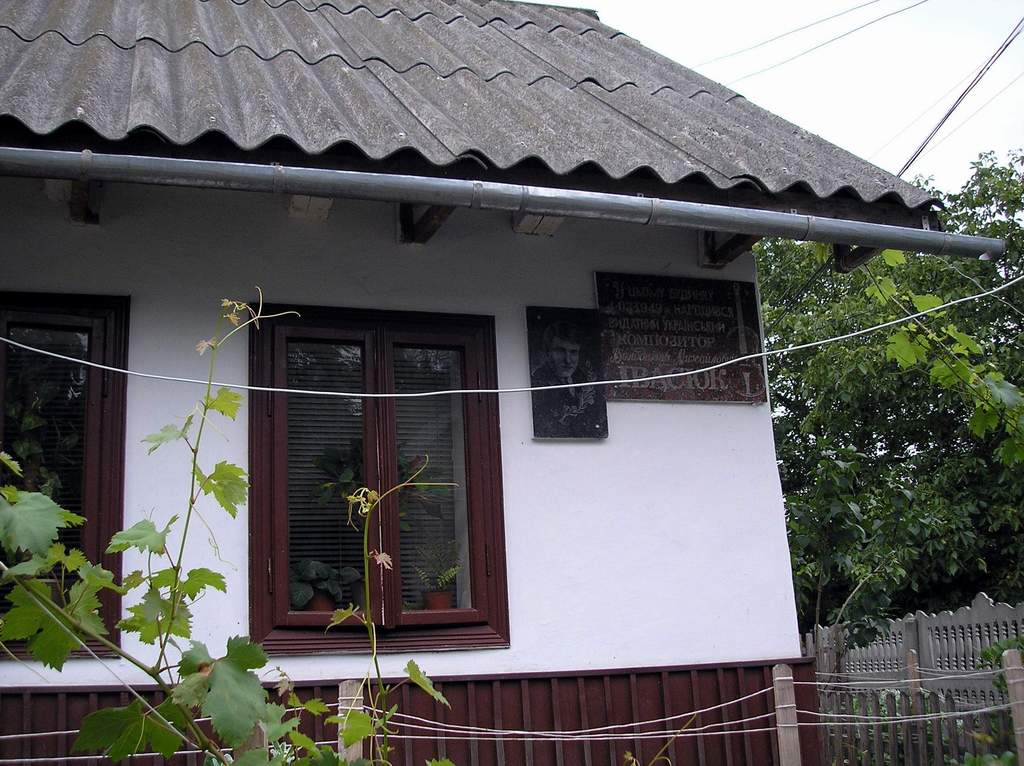
La casa natale del compositore a Kicman'.
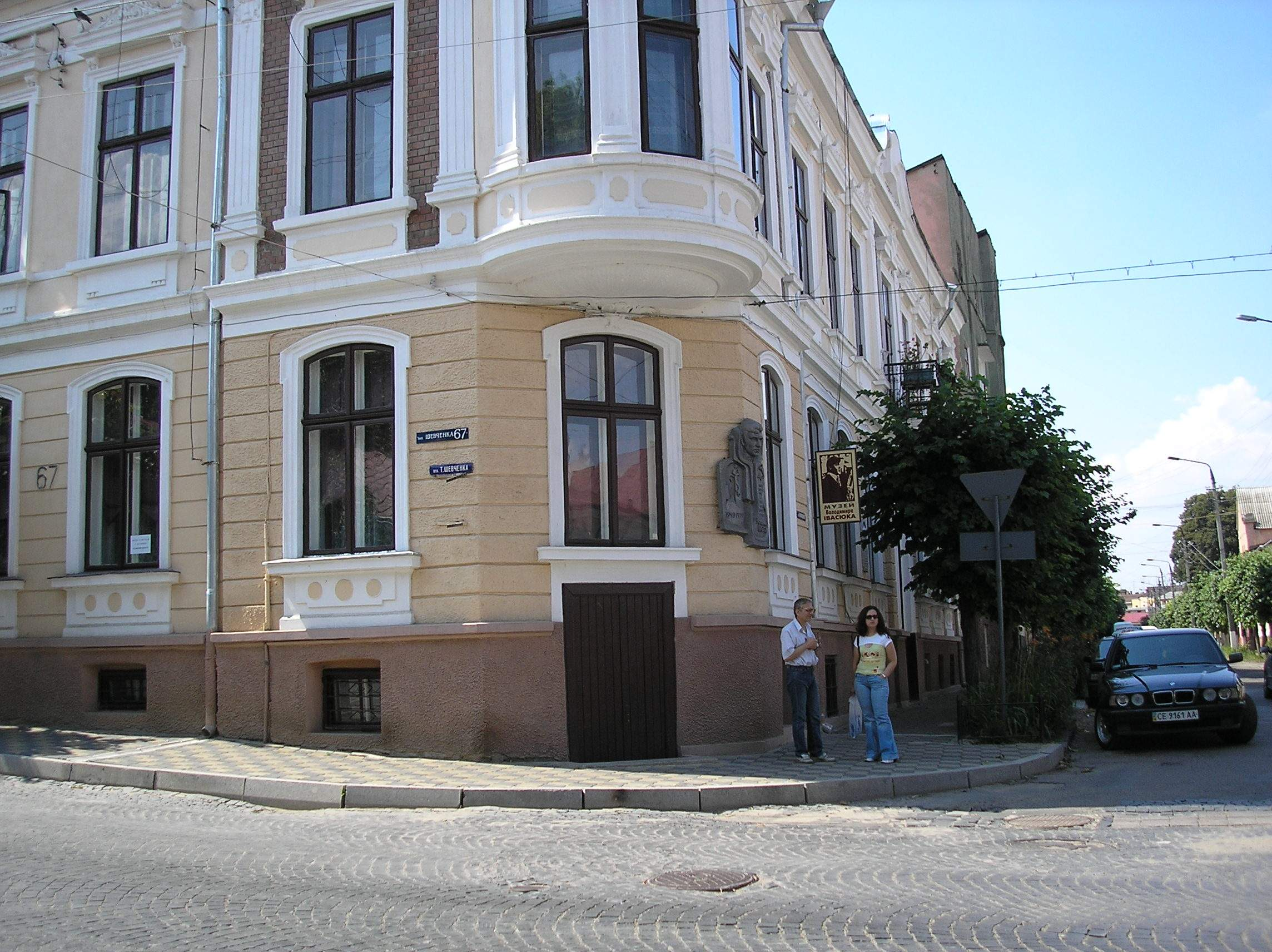
Memorial Museum of Volodymyr Ivasjuk a Černivci.